# Pseudophoxinus hittitorum
Pseudophoxinus hittitorum är en fiskart som beskrevs av Jörg Freyhof och Özulug 2010. Pseudophoxinus hittitorum ingår i släktet Pseudophoxinus och familjen karpfiskar. Inga underarter finns listade i Catalogue of Life.